# Bentheim-Steinfurt

Escudo de armas de Bentheim-Steinfurt.

Bentheim-Steinfurt fue un Condado en Alemania, situado en el noroeste de Renania del Norte-Westfalia en la región alrededor de Steinfurt. Bentheim-Steinfurt era una partición de Bentheim-Bentheim, a su vez una partición del Condado de Bentheim. Posteriormente Bentheim-Steinfurt fue dividido entre él mismo y Bentheim-Tecklenburg-Rheda en 1606; y entre él mismo y Bentheim-Bentheim en 1643.

## Historia

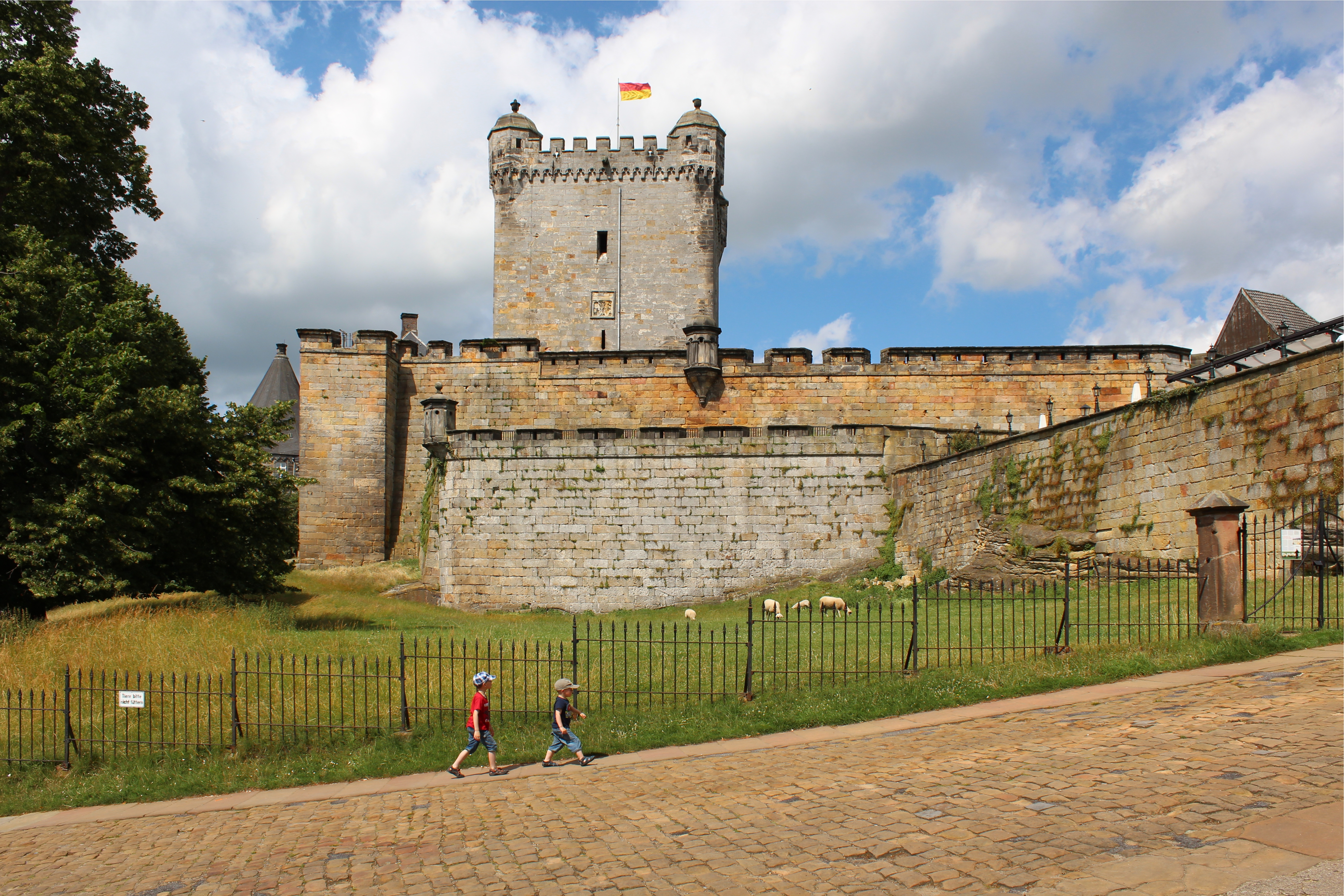
Castillo de Bentheim.

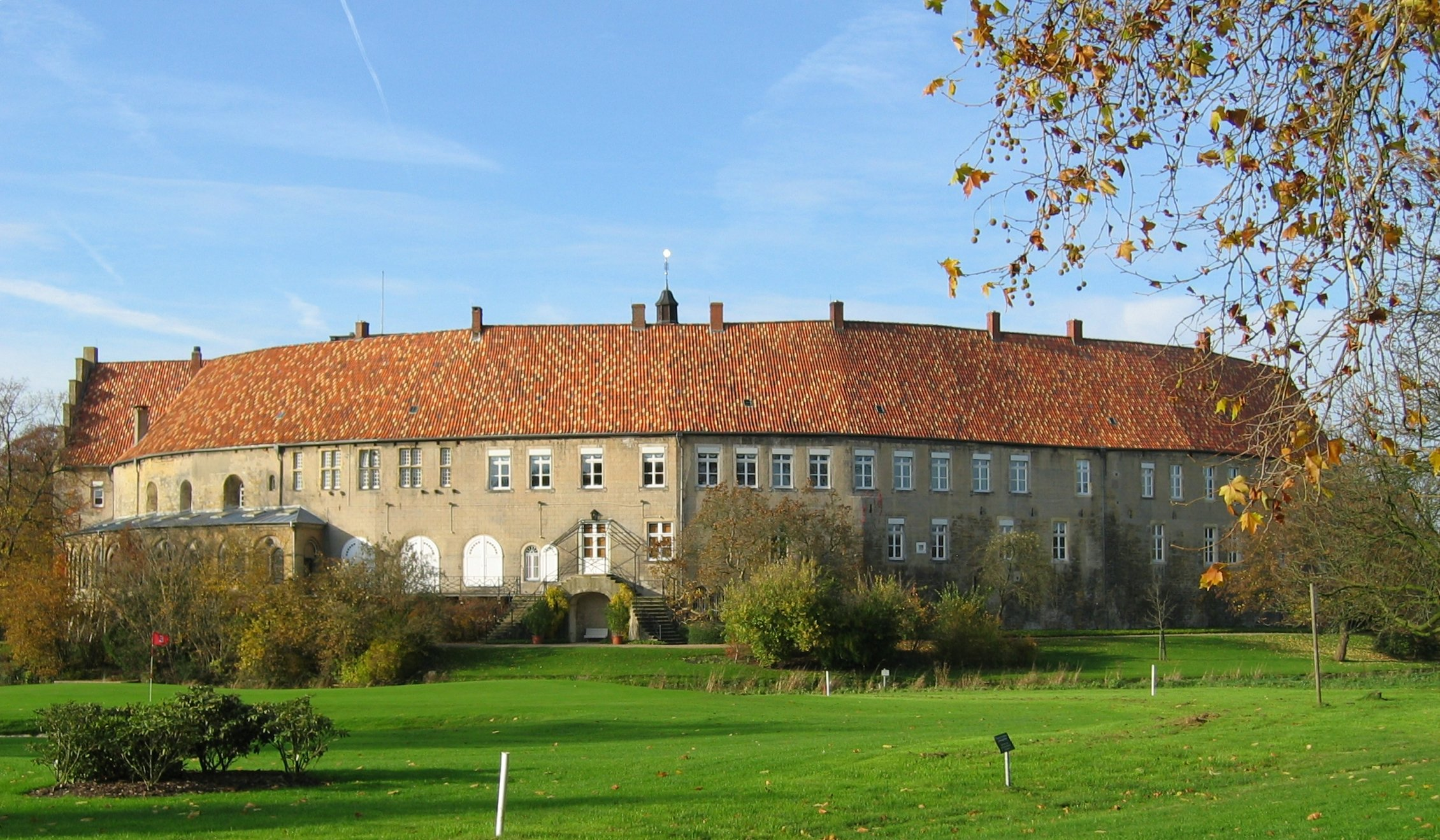
Castillo de Steinfurt.

Bentheim-Steinfurt y sus territorios fueron convertidos al luteranismo en 1544 por el conde Arnaldo II. Fue sucedido por su hijo Eberwin III, menos religioso, que después de su temprana muerte a la edad de 26 años fue sucedido por su hijo naciente, Arnaldo III bajo la regencia de Ana de Tecklenburg. Arnaldo III contrajo matrimonio con Magdalena de Neuenahr en 1576, e inició intentos de convertir propiamente el Condado al Protestantismo. En el otoño de 1587, predicadores luteranos de toda Alemania fueron invitados a ayudar a reformar los Condados de Bentheim, Steinfurt, Lingen y Tecklenburg. Las nuevas leyes fueron en gran medida modeladas según aquellas de Mörs, y fueron introducidas en Bentheim y Tecklenburg, al año siguiente, y finalmente en Steinfurt en 1591. Arnaldo también fundó una escuela de éxito en Schüttorf durante el año 1588, que fue trasladada a Steinfurt en 1591 que enseñó latín, leyes, teología, filosofía y (desde 1607) medicina. Arnaldo murió en 1606, y fue sucedido por sus hijos Arnaldo Jobst, Guillermo Enrique, Federico Liudolf y Conrado Gumbert. Arnaldo Jobst, creó el Consejo Supremo de la Iglesia en 1613 en el territorio de Bentheim como autoridad espiritual suprema por debajo de los condes, y también en ese mismo año fue creada la Iglesia Reformada de Bentheim, comprendiendo también los Doce Artículos.
En 1643, Arnaldo Jobst murió y fue sucedido por su hijo Ernesto Guillermo. Fue enormemente influenciado por Bernhard von Galen, Príncipe-Obispo de Münster, y en 1688 se convirtió al catolicismo. Siguió una crisis feroz en la que los predicadores protestantes fueron expulsados. Ernesto Guillermo murió en 1693, y se dejó a su hijo y heredero, el conde Ernesto, que resolviera los problemas, haciéndolo convirtiéndose al luteranismo en 1701. Fue redactada una nueva constitución de la Iglesia reformada, modelada sobre la Constitución eclesial de 1678 de Lingen (continuaría en uso hasta 1971). Bentheim-Steinfurt obtuvo el castillo de Batenburg en 1700, aunque para ese tiempo había cesado la guarnición permanente, y fue destruido por los franceses en 1795.
El conde Luis obtuvo el Condado de Bentheim-Bentheim en 1803. Bentheim-Steinfurt fue mediatizado a Prusia en 1806, cedido a Berg en 1809, restaurado a Prusia en 1813 y cedido al Reino de Hannover en 1815.
En la actualidad, las ramas existentes de la Casa de Bentheim son los príncipes de Bentheim-Steinfurt con sede en el Castillo de Steinfurt (todavía propietarios de la sede ancestral del castillo de Bentheim) y los príncipes de Bentheim-Tecklenburg-Rheda con sede en el Castillo de Rheda (todavía propietarios del castillo de Hohenlimburg).

## Condes de Bentheim-Steinfurt (1454-1806)
- Arnaldo I (1454-1466)
- Eberwin II (1466-1498)
- Arnaldo II (1498-1544)
- Eberwin III (1544-1562)
- Arnaldo III (1562-1606)
- Ana de Tecklenburg (1562-1577) (regente)
- Arnaldo Jobst (1606-1643) con
  - Guillermo Enrique (1606-1632) y
  - Federico Ludolf (1606-1629) y
  - Conrado Gumbert (1606-1618)
- Ernesto Guillermo (1643-1693)
- Ernesto (1693-1713)
- Carlos Federico (1713-1733)
- Carlos Pablo Ernesto (1733-1780)
- Luis (conde de Bentheim-Bentheim) (1780-1806)

## Príncipes (mediatizados) de Bentheim y Steinfurt (1866-)[1]
1. Luis Guillermo (1866-1890)
2. Alexis (1890-1919)
3. Víctor Adolfo (1919-1961)
4. Cristián (1961-)
5. Carl Ferdinand (1977-)